# 静岡県立下田南高等学校
静岡県立下田南高等学校（しずおかけんりつ しもだみなみこうとうがっこう）は、静岡県下田市にあった県立高等学校。地元では南高（なんこう又はみなみこう）と呼ばれていた。

## 学科
- 全日制普通科
- 定時制普通科

2007年度の募集定員は全日制普通科120名、定時制普通科40名となっていた。
- 全日制園芸科のみの南伊豆分校があった。統合後も下田高校の分校として存続している。
- 男子バレーボール部が何度か全国大会に出場していることから、前期選抜入試時には県の中部・西部地方からの受験者もいた。

## 沿革
- 1920年（大正9年） - 賀茂郡立賀茂高等女学校として創立（修業年限４年）
- 1922年（大正11年） - 静岡県立下田高等女学校に改称
- 1948年（昭和23年） - 学制改革により静岡県立下田第二高等学校に改組。同年9月、組合立南賀分校を開設（昼間定時制課程）。あわせて本校に定時制課程を開設
- 1949年（昭和24年） - 静岡県立下田南高等学校に改称
- 1950年（昭和25年） - 商業科を併設するとともに、商業科のみ男女共学となる。
- 1956年（昭和31年） - 南賀分校を南伊豆分校と改称
- 1957年（昭和32年） - 南伊豆分校の学科を農業科に変更
- 1959年（昭和32年） - 南伊豆分校を全日制課程に変更
- 1963年（昭和38年） - 南伊豆分校の学科を園芸科に変更
- 1992年（平成4年） - 普通科も男女共学となる。
- 2005年（平成17年） - 商業科の募集を停止する。
- 2007年（平成19年） - 同年3月の卒業生を最後に商業科が閉科となる。
- 2008年（平成20年）4月 - 下田北高校と統合し、下田高等学校となる。

## 特色
- 部活動は盛んで、男子バレーボール部はインターハイ・春高バレー等全国大会への出場歴がある（詳細は後述を参照のこと）。
- 商業科では平成14年から毎年12月に、地元商店街の空き店舗を利用して、生徒によるチャレンジショップ「サウスマーケット34」を開設していた。これは商業教育の一環として実際に店舗の経営を体験してもらうもので、あらかじめ夏休みを利用して市内の店舗で体験実習を積んだうえで、商品の仕入れ・店内のレイアウト構成などをすべて生徒の手で準備した[1]。なお、店舗名の「サウス」は下田南高校の「南」に、「34」は商業科の3年4組が実施主体であることに、それぞれ由来する。

## 部活動

### 運動部
- 男子バレーボール部
全国高等学校総合体育大会バレーボール競技大会（インターハイ）に静岡県代表として通算4回出場。
1991年・第44回（決勝トーナメント2回戦敗退）、1992年・第45回（決勝トーナメント1回戦進出）、2000年・第53回（決勝トーナメント1回戦進出）、2002年・第55回（予選グループ戦敗退・敗者復活戦敗退）
全国高等学校バレーボール選抜優勝大会（春高バレー）に静岡県代表として通算6回出場。
1992年・第23回（1回戦敗退）、1994年・第25回（ベスト8進出）、2002年・第33回（3回戦進出）、2003年・第34回（1回戦敗退）、2005年・第36回（1回戦敗退）、2006年・第37回（2回戦進出）
- 女子バレーボール部
- 男子バスケットボール部
- 女子バスケットボール部
- 男子テニス部
- 女子テニス部
- サッカー部
- 卓球部
戦前の旧制下田高女時代に下記のとおりの成績を挙げている。これは、当時の下田町出身で自らも選手として全日本選手権で2連覇を成し遂げ、後に下田町議会議員・静岡県議会議員・下田町長などを歴任した鈴木貞雄（1900-1975）がコーチとして指導にあたったことによるところが大きい。
  - 1933年（昭和8年）：第2回全国学校対抗卓球大会（主催・日本卓球会）において団体3位
  - 1936年（昭和11年）：全国女子卓球大会（主催・東京卓球連盟）において個人戦準優勝
- 陸上部
- 剣道部
- 柔道部
- 弓道部
- 水泳部

### 文化部
- 陶芸部
- 文芸部
- 吹奏楽部
- 美術部
- 演劇部
- 新聞部
- 家政部
- 茶道部
- 箏曲部
- 書道部
- パソコン部
- ワープロ部
- 華道部

## 統廃合問題
少子化による生徒数の減少や社会ニーズの変化に対応するため、静岡県教育委員会は「県立高等学校第二次長期計画」を策定し、下田北高校との統合による再編整備を決定。旧下田北高校跡地に新校舎が建設され、2008年（平成20年）4月に下田高校として新しいスタートをきっている。

これにより、定時制普通科や南伊豆分校の全日制園芸科は新高校に組み入れられた。

## 跡地利用
校舎施設が解体された後、跡地には2012年（平成24年）5月に下田メディカルセンターが開院している。

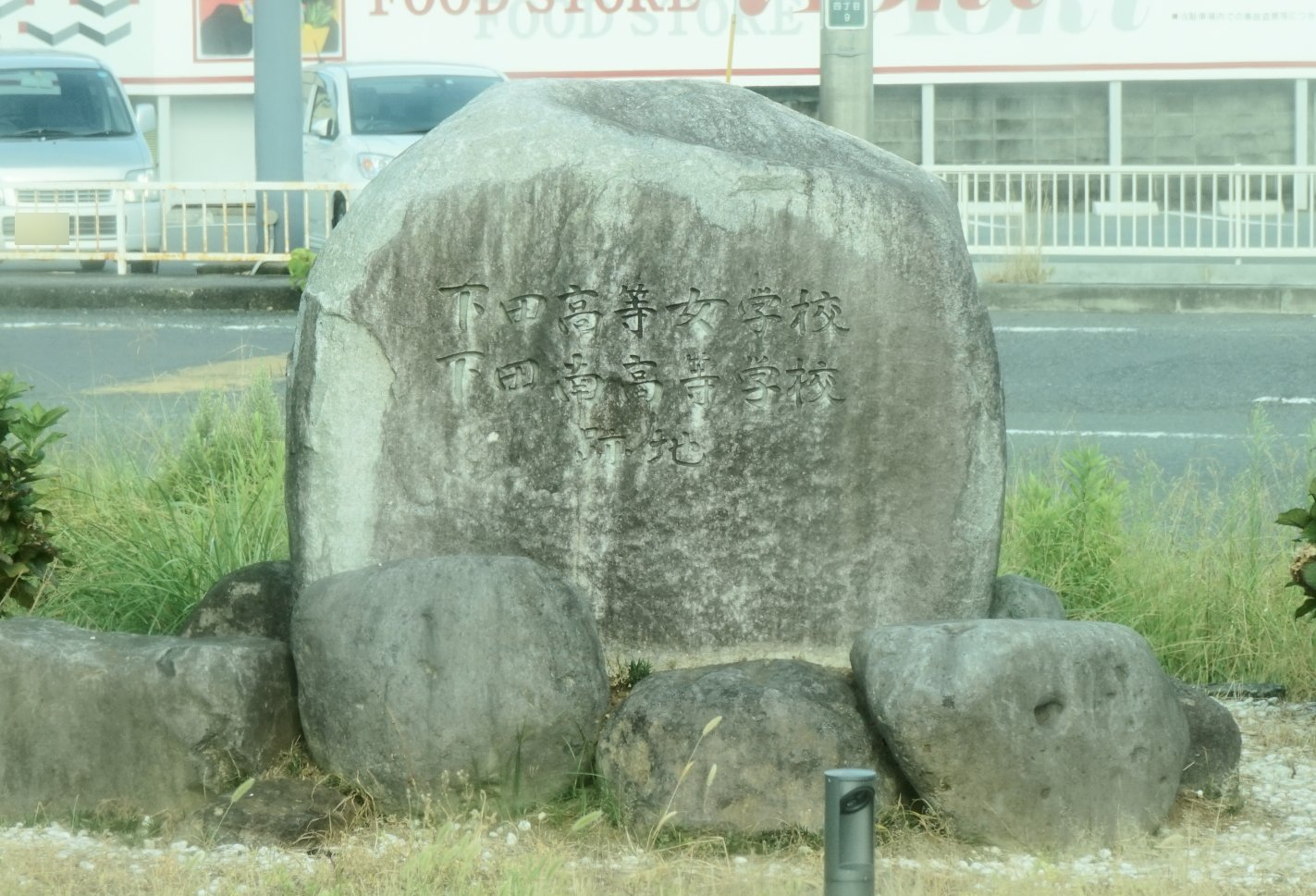
下田メディカルセンター敷地内にある、下田高等女学校 下田南高等学校 跡地の石碑

## 所在地
〒415-8527 静岡県下田市6丁目4-1

## 交通
- 伊豆急行線　伊豆急下田駅より徒歩10分

## 著名な卒業生

### 下田高女
- 大久保婦久子 - 皮革工芸家、下田市名誉市民（文化勲章受章）

### 下田南高
- 平野ますみ - 詩人、児童文学者
- 桜町弘子 - 女優
- 浅田史樹 - プロゴルファー
- 伊藤信博 - 元バレーボール選手
- ぷろたん - YouTuber